# Etiella
Genre
Synonymes
- Alata Walker, 1863[1]
- Arucha Walker, 1863[1]
- Ceratamma Butler, 1881[1]
- Ceratamna Butler, 1880[1]
- Mella Walker, 1859[1]
- Modiana Walker, 1863[1]
- Rhamphodes Guenée, 1845[1]

Etiella est un genre de lépidoptères (papillons) de la famille des Pyralidae.

## Liste d'espèces
Selon BioLib (13 juin 2020) :
- Etiella behrii (Zeller, 1848)
- Etiella brevis Liu & Li, 2014
- Etiella chrysoporella Meyrick, 1879
- Etiella grisea Hampson, 1903
- Etiella hobsoni (Butler, 1881)
- Etiella scitivittalis (Walker, 1863)
- Etiella walsinghamella Ragonot, 1888
- Etiella zinckenella (Treitschke, 1832) - seule espèce européenne.